# Leggi per la Ricostruzione
Le Leggi per la ricostruzione, o Leggi per la ricostruzione militare, (2 marzo, 1867, 14 Stat. 428-430, c.153; 23 marzo 1867, 15 Stat. 2-5, c.6; 19 luglio 1867, 15 Stat. 14-16, c.30; e 11 marzo 1868, 15 Stat. 41, c.25) furono quattro leggi (statutes = Stat.) approvate durante l'Era della ricostruzione dal 41º Congresso degli Stati Uniti indicanti i requisiti per la riammissione degli Stati del Sud all'Unione. Il titolo effettivo della legislazione iniziale era "Una legge per adottare un governo più efficiente per gli Stati Ribelli" e fu approvata il 4 marzo 1867.
Il possesso dei requisiti della legge era necessario per la riammissione degli ex Stati Confederati all'Unione in base ai controlli militari e federali imposti durante e dopo la guerra civile.
Le leggi escludevano il Tennessee, che aveva già ratificato il XIV emendamento ed era stato riammesso all'Unione il 24 luglio 1866.

## Storia
Un elemento chiave che si aggiungeva alle leggi comprendeva la creazione di cinque distretti militari nel Sud, ciascuno al comando di un generale, che sarebbe servito a far rispettare il governo nella regione. In aggiunta, il Congresso richiese che ogni stato redigesse una nuova costituzione, che sarebbe stata approvata dal Congresso. Agli stati fu anche richiesto di ratificare il XIV emendamento della Costituzione e garantire i diritti di voto alle persone di colore. I veti del Presidente Andrew Johnson a queste misure furono superati dal Congresso.
Il generale George Meade (del Terzo Distretto Militare) incaricò il Brigadier Generale Thomas H. Ruger di sostituire il Governatore della Georgia Charles J. Jenkins, che era stato eletto come unico candidato nel 1865 per succedere a James Johnson, che aveva avuto l'incarico dal Presidente Andrew Johnson.
Dopo che l'Ex parte McCardle (1869) era giunta dinnanzi alla Corte suprema degli Stati Uniti d'America, il Congresso temette che la Corte potesse rigettare le Leggi di Ricostruzione come incostituzionali. Per prevenire ciò, il Congresso abrogò la legge dell'Habeas Corpus del 1867, eliminando la giurisdizione della Corte Suprema sul caso.